# 天送埤車站
天送埤車站，是一座位於臺灣宜蘭縣三星鄉的鐵路車站，屬行政院農業委員會林務局已廢止鐵路路線羅東森林鐵道。目前站舍已登錄為宜蘭縣歷史建築。

## 沿革
羅東森林鐵路興建之前，明治42年（1909年），宜蘭廳長西鄉菊次郎集資宜蘭輕便鐵道組合（1903年成立） 於羅東車站附近設立私設人車軌道。之後，台南製糖（沖繩製糖前身）為二結製糖所的製糖業務開闢了甘蔗鐵道。
大正期間，為了擬興築有效陸運系統。另外，台灣電氣株式會社於1922年希望在蘭陽溪建立蘭陽發電廠進行發電，因此台灣總督府在1921年（大正10年）決定將營林所出張所自宜蘭移轉至羅東，並將輸送木材方式改為鐵道輸運。因此興建了羅東森林鐵路作為承接來自太平山森林鐵路的重要設施，其中天送埤車站則屬土場至天送埤間的車站設施。當時該地區曾通往太平山之人員及物資的集散地區使用。
1978年，由於黛拉颱風侵襲臺灣，導致羅東森林鐵路多數受損，因修復經費龐大、載客人數不足及籌置問題，因此天送埤車站於翌年宣告停駛，此後鐵路被道路所取代。天送埤車站成為林鐵僅存的兩座木造構造車站之一。自2002年起，在地方人士的集資下，天送埤車站進行整建工程。後於2004年5月14日，天送埤車站由宜蘭縣文化局登錄為宜蘭縣文化資產而保留至今。目前，車站周邊地區已開發為「天送埤森鐵文創園區」開放給予遊客參觀。

## 年份
- 1914年（大正3年）：私設軌道於九芎湖一帶開業。
- 1919年（大正8年）：台電在土場-天送埤之間開工建設軌道。
- 1920年（大正9年）1月6日：借用台南糖廠路線（天送埤以東）的軌道開始運輸。
- 1921年（大正10年）：天送埤以西的軌道正式開通。[2][6]
- 1924年（大正13年）1月27日：延伸至竹林的軌道正式開通，羅東森林鐵路開通。
- 1926年（大正15年）5月18日：天送埤車站成立。
- 1978年：由於颱風影響，本站至土葉車站的路段中斷。
- 1979年8月1日：廢站。
- 2004年5月14日：文化部文化資產局宣布，天送埤車站由宜蘭縣政府登錄為歷史建築。[7]
- 2012年5月19日：行政院農業委員會林務局羅東林區管理處、林業局及宜蘭縣政府，公佈自三星車站至天送埤車站站恢復營運計劃。[8]
- 2013年10月：天送埤車站鐵路園區建設。[9]
- 2015年6月：天送埤車站鐵路公園至九芎湖的步道及人車軌道竣工，7月22日正式通車。[10]
- 2017年
  - 10月——天送埤車站環站鐵路建設完成，並於月台處放置一臺復刻版羅東林鐵客車車廂。[11]
  - 11月30日 - 復刻版小火車頭完成試車。[12]
- 2018年 - 車站前的環站鐵路體驗開通。[13][14]

## 站舍設計
天送埤車站所屬的設施群由站舍、員工宿舍（道班寮）、倉庫、廁所、水塔、迴轉盤等設施。其站舍為地上一層之木造結構建築，其木料使用台灣紅柏，並以鐵件、螺栓進行接合。並根據當地特殊地理環境設有門廊及半戶外空間。目前該建築經過修復工程，現作為展示及社區交誼場所使用。
迴轉盤原功能作為土場與天送埤路段中斷時，鐵路人員能夠進行車輛調度，維持與羅東之間客運服務使用，現則作為園區的展示設施保存。

## 以車站作為場景的作品
- 台視2009年電視劇《下一站，幸福》
- 2013年電影《聽見下雨的聲音》

## 外部連結
- 天送埤車站的Facebook專頁
- 追溯，森林鐵路老車站【天送埤篇】[] 羅東自然教育中心/森林報-台灣山林悠遊網 （繁體中文）